# 新宿インシデント
『新宿インシデント』（しんじゅくインシデント 、原題: 新宿事件、英題: Shinjuku Incident）は、2009年公開の香港・日本合作映画。主演はジャッキー・チェン。

## 概要
監督のイー・トンシンが、自身のおよそ10年間にも及ぶ構想を映画化した作品。アクション俳優としてのイメージが強いジャッキー・チェンが「アクション封印宣言」つまり得意のカンフーによるアクションを一切披露しない作品となった。
ジャッキー本人は今回の演技に関して「映画賞受賞も視野にある」と自身で豪語するほど、アクションに頼らない渾身の演技に挑戦。また「本作でのアクションは、劇中の1パーセントぐらいだろう」と語っている。監督のイー・トンシンも「みんなは彼に対して常に銀幕の中でアクションをしているイメージを持っているだろうが、彼はドラマにシフトするべき時だ」と語っている。
だが、作品が裏社会の人間模様を描いた内容であり、劇中に殺人や人体破損など多くの暴力シーンが盛り込まれているため、香港を除いて中国国内では公開されなかった。日本公開に際しては映倫のレイティング対象となり、ジャッキーの主演作品では史上初のR-15指定となった。

## ストーリー
1990年代初頭の日本。座礁した貨物船から逃亡する密入国者たちの中に鉄頭（ティエトウ）の姿があった。日本で消息を絶った恋人の秀秀（シュシュ）を追いかけてきた鉄頭は新宿・歌舞伎町へ赴き、弟分の阿傑（アージェ）と再会する。阿傑は、鉄頭と同様に密入国をした中国人たちを集めて寄合を結成し、小さな貸家でひとつ屋根の下暮らしていた。
阿傑と共に秀秀を探す鉄頭は、あるクラブからヤクザ三和会系江口組組長の江口が出てくる所に遭遇する。物々しい雰囲気の中、鉄頭は江口の傍らに秀秀を見つけた。日本にやってきた秀秀は日本人としての戸籍を手に入れ、江口の妻となっていたのだ。
失意のままに阿傑の元に身を寄せた鉄頭は、違法な日払い労働や偽造カードの売買といった裏仕事をこなしていき、日本での身分を手に入れるべく生計を立てていく。そんな中、鉄頭は違法労働で連行されそうになったところをある刑事に救われる。北野という名のその刑事は、片言の中国語で意志の疎通を図ると鉄頭を見逃したのだった。
日々警察沙汰と隣り合わせの裏仕事を積み重ねていった結果、鉄頭らの寄合は次第に歌舞伎町の中で勢力を拡大していく。鉄頭もクラブで働く麗麗（リリー）という美しい女性と恋仲になり、全てが順風満帆に進み始めた。
だがある日、寄合のみんなからプレゼントされた甘栗の屋台を引いて出歩いた阿傑が、パチンコ店でゴトを行ったとして台湾マフィアの幹部の逆鱗に触れてしまい、拷問を受けて顔に深い傷を負い、鉄頭たちの前で右手首を切り落とされ踏み躙られると言う事件が起きてしまう。この事に怒りを抑えきれない鉄頭は仇討ちのため、阿傑を襲ったヤクザたちを尾行、潜伏先のクラブで彼らに襲いかかろうとするが、たまたまそこに居合わせた江口を図らずも救い、阿傑の手を切り落としたマフィア幹部の腕を鉈で切り落とす。襲った相手が、「三和会」内で同門でありながら江口の始末を密かに狙っていた渡川組の幹部（組長実子）の差し金であったことを江口に告げたことから一目置かれた鉄頭は、江口の覇権のために日本国内での長期滞在証明書を交換条件として、江口と対立するヤクザたち、三和会会長の村西などを次々に殺害していく。
そして中国人である鉄頭が会長となった江口の信頼を得たおかげで、次第に日陰者としての人生から脱却し、一大勢力を築いていく寄合の仲間たち。結束を深めた彼らは鉄頭が得た報酬で有限会社を設立し、真っ当な仕事に徹することを信条に新たな人生を送り始めた。鉄頭も江口の元から離れ、麗麗とふたりで郊外に移り幸せな人生を送ろうと決めていた。
だが一方で、ひとり絶望の淵に立たされた阿傑は失った腕に義手を付け、顔の傷を隠すために白いメイクを施しパンク・ファッションのような服装となり密かに麻薬の売人として裏社会に君臨。江口と手を結び、危ない稼業に手を染めてしまう。
収入源が莫大となったことによって仲間であった寄合も阿傑側に付いてしまい、孤独な戦いを強いられる。加えて、江口の独断によって発砲事件が多発してしまい、警察沙汰となってしまったことにより、三和会の利権分配に異を唱える御大をはじめとするヤクザが江口の切り捨てを決定する。
鉄頭は北野と協力して阿傑のアジトへ乗り込むが、かねてから中国人に対して反感を持っていた江口の配下であった中島が、江口と中国人の抹殺の為に舎弟を引き連れて、阿傑ら寄合のアジトへ襲撃を掛けるのであった。

## キャスト
（）内は日本語吹替版声優
- 趙鉄/渾名は鉄頭（ティエトウ）：ジャッキー・チェン（石丸博也）
- 北野：竹中直人
- 阿傑（アージェ）：ダニエル・ウー（三木眞一郎）
- 秀秀（シュシュ）/江口結子：シュー・ジンレイ（冬馬由美）
- 江口利成：加藤雅也（加藤雅也）
- 麗麗（リリー）：ファン・ビンビン（本名陽子）
- 村西弘一：峰岸徹
- 中島弘正：澤田拳也
- コウ：ジャック・カオ（野島昭生）
- ドゥー：ポール・チョン（中国語版）（楠見尚己）
- 老鬼（クェイ）：ラム・シュ（天田益男）
- 大田原：長門裕之
- 渡川太郎：倉田保昭
- ホンコン：チン・ガーロウ（中国語版）（小野健一）
- じいさん：渡部嘉
- 江口彩子：庵原涼香
- 北野の同僚：吹越満
- 渡川強平（太郎の息子）：葉山豪
- 江口の部下：富永研司
- コウの部下：張天翔
- 受付嬢：藤貴子
- 小戴：盧惠光（中国語版）（山野井仁）
- 徳叔：チョン・プイ
- 静子：キャシー・ユエン（榊原奈緒子）
- 他：亀山助清、連晋（中国語版）、十貫寺梅軒、中田圭、MEME、斎藤工、神威杏次、水元秀二郎、花原照子、山崎満、久保晶、高崎隆二、永倉大輔、宮本大誠、二橋進、三野友華子、北岡龍貴、充吉修介、外川貴博、中村浩二、賀川黒之助、横山一敏、庵原涼香、浅沼晋平、野村信次、浜田大介、明石知也、速水今日子

## 日本側スタッフ
- 脚本監修：伊藤秀裕
- 日本側アソシエイトプロデューサー：原田典久
- 撮影監督：北信康
- 照明：渡部嘉
- 協力美術監督：郡司英雄、花谷秀文
- 装飾：尾関龍生
- アクション監督補佐：谷垣健治
- ガンエフェクト：納富貴久男・田渕寿雄・高原浩一（BIG SHOT）
- アフレコ：Cinema Sound Works
- 日本側現像：東京現像所
- ロケ協力：神戸市、神戸フィルムオフィス、ひょうごロケ支援Net、神戸高速鉄道、神戸市中央卸売市場、仙台市、宮城県、せんだい・宮城フィルムコミッション、川崎市、三浦市営業開発課、台東フィルムコミッション、つくばフィルムコミッション ほか

## 作品解説

### 舞台
2007年秋頃から、舞台となる新宿の歌舞伎町や神戸の繁華街でロケされている。神戸での撮影時は神戸フィルムオフィスの協力により撮影不可であった湊川隧道での撮影に成功している。鉄頭の会社設立パーティーのシーンでは神戸南京町の協力により獅子舞のシーンが撮影され、チン・カーロの指導で神戸南京町の青年らが獅子舞を演舞した。
竹中直人や加藤雅也、峰岸徹ら日本人キャストも撮影に参加し、香港映画としては破格のスケールとなっている。

### 削除されたシーン
- 阿傑が悪夢でなまはげに襲われるシーンがあった。
- 江口の少年時代を描いていた。
- 江口と秀秀の出会いが撮影されていた。

### 日本語吹き替え
日本の役者が中国語を喋るシーンにおいても直接演じた本人達を吹き替えに起用したり、日本のキャストと中国のキャストが会話するシーンにおいても字幕と若干意味を変えて、違和感のないようにつながるようにしているなど相当のこだわりが見受けられる。日本語版演出は市来満。

## DVD
- 日本版[DVD,Blu-ray Disc]が2009年10月23日[ジェネオン・ユニバーサル]から発売。
- イギリス版[DVD,Blu-ray]2010-3-16 [Showbox Media Group Ltd (UK)]リリース。
- アメリカ版[dvd]2010-6-8　[SonyPictures Home Entertainment]リリース（アメリカ版の英語吹替えはイギリス版と異なりジャッキー本人による吹替え）。